# Chthamalus newmani
Chthamalus newmani is een zeepokkensoort uit de familie van de Chthamalidae. De wetenschappelijke naam van de soort werd voor het eerst geldig gepubliceerd in 2016 door Chan.